# Mike Beuttler
Michael Simon Brindley Bream Beuttler (El Cairo; 13 de abril de 1940-Los Ángeles; 29 de diciembre de 1988), más conocido como Mike Beuttler, fue un piloto de automovilismo británico que compitió en Fórmula 1 con el equipo March Engineering de manera privada entre 1971 y 1973. Nacido en El Cairo, Reino de Egipto, fue hijo del coronel Leslie Brindley Bream Beuttler, duque del Regimiento de Wellington, OBE, y descendiente por parte materna del ornitólogo escocés William Robert Ogilvie-Grant, nieto del sexto Conde de Seafield.
Fue un talentoso piloto de Fórmula 3 de finales de la década de 1960, que luego ascendió a la Fórmula 2 para luego competir en F1 en 1971.
La financiación del equipo provino de un grupo de amigos corredores de bolsa de quienes el equipo tomó su nombre: al principio Clarke-Mordaunt-Guthrie Racing, y en 1973 se convirtió en Clarke-Mordaunt-Guthrie-Durlacher Racing. Este enfoque de financiación del equipo le valió a su monoplaza el apodo de «Stockbroker Special».
Corrió en una ocasión, en el Gran Premio de Canadá de 1971, para el equipo oficial March. El mejor resultado de Beuttler fue un séptimo puesto en el Gran Premio de España de 1973.
Si bien Beuttler no sumó puntos durante su carrera en la Fórmula 1, sí logró cinco resultados entre los diez primeros en las 28 carreras que compitió, resultados que habrían otorgado puntos según las regulaciones del campeonato actual.
Cuando sus patrocinadores sufrieron la crisis del petróleo de 1973, Beuttler se retiró de las carreras al año siguiente, a la edad de 34 años, después de competir en los 1000 km de Brands Hatch.

## Vida personal
Beuttler fue menudo descrito como el primer piloto de Fórmula 1 abiertamente homosexual, aunque el exeditor de Autosport y amigo de Beuttler, Ian Phillips, lo ha descrito como «semi-encerrado», añadiendo: «No estoy seguro de que alguien realmente lo supiera. Todos lo sospechábamos porque la gente no hablaba abiertamente de ser gay en esos días y él llevaba a esta encantadora novia a todas las carreras, lo cual sospecho que era solo para distraer porque la gente no se declaraba gay en aquellos días».
Si bien se sabe poco sobre la vida de Beuttler después de su carrera en el automovilismo, finalmente se mudó a los Estados Unidos, donde murió por complicaciones derivadas del VIH/sida en 1988, en Los Ángeles, a los 48 años.
Mike Beuttler era cuñado del político británico Alan Clark, que se había casado con la hermana de Beuttler, Jane.

## Resultados

### Fórmula 1
(Clave) (negrita indica pole position) (cursiva indica vuelta rápida)

| Año     | Escudería                         | 1      | 2       | 3       | 4      | 5       | 6       | 7       | 8      | 9       | 10      | 11     | 12      | 13      | 14      | 15     | Pos. | Puntos |
| ------- | --------------------------------- | ------ | ------- | ------- | ------ | ------- | ------- | ------- | ------ | ------- | ------- | ------ | ------- | ------- | ------- | ------ | ---- | ------ |
| 1971    | Clarke-Mordaunt-Guthrie Racing    | RSA    | ESP     | MON     | NED    | FRA     | GBR Ret | GER DSQ | AUT NC | ITA Ret |         |        |         |         |         |        | NC   | 0      |
| 1971    | STP March                         |        |         |         |        |         |         |         |        |         | CAN NC  | USA    |         |         |         |        | NC   | 0      |
| 1972    | Clarke-Mordaunt-Guthrie Racing    | ARG    | RSA     | ESP DNQ | MON 13 | BEL Ret | FRA Ret | GBR 13  | GER 8  | AUT Ret | ITA 10  | CAN NC | USA 13  |         |         |        | NC   | 0      |
| 1973    | Clarke-Mordaunt-Guthrie-Durlacher | ARG 10 | BRA Ret | RSA NC  | ESP 7  | BEL 11  | MON Ret | SWE 8   | FRA    | GBR 11  | NED Ret | GER 16 | AUT Ret | ITA Ret | CAN Ret | USA 10 | NC   | 0      |
| Fuente: |                                   |        |         |         |        |         |         |         |        |         |         |        |         |         |         |        |      |        |